# Club Patí Vilanova
El Club Patí Vilanova és una entitat esportiva de Vilanova i la Geltrú, al Garraf, i dedicada a la pràctica de l'hoquei sobre patins.

## Fundació
L'any 1950, Carlos Albet Olivella, Antoni Castells Gibert, Vicente Coll Claramunt, Antonio Ferrer Font, Josep Jiménez Nin, Jose O. Mas Planas, Miguel Tello Vilalta, J.M. Tello Vilalta, Francisco Bernad Claramunt, Joaquim Coll Claramunt, Joaquim Durán Mulà, Pedro Ferrer Solé, José R. Julià Tomàs, Isidro Roset Ventosa i Francisco Vilaseca Roselló van impulsar l'hoquei a Vilanova reunits en un restaurant de la platja de Vilanova. Es va decidir la junta directiva per votació secreta. Van resultar escollits, Josep Jiménez i Nin com a president, Joaquim Duran com a secretari i els germans Coll com a vocals. Aquell dia es considera el naixement del Club Patí Vilanova.
Es va organitzar tot i es va completar la inscripció a la federació. Després presentarien i buscarien jugadors. El primer partit del Patí, el 19 de març de 1951, el va disputar contra el F. de J. Sitges.

## El primer intent
L'any 1942, uns joves de la ciutat de Vilanova que patinaven al voltant del Restaurant Marina van tenir la idea de formar un club d'hoquei a la capital del Garraf. Per fer-ho, van llogar la pista Pensió Peixerot. Poc després, va participar en el campionat de Catalunya amb el nom Educación y Descanso Villanueva.
Els diners eren escassos i el club només va durar dues temporades. Els esportistes pioners foren Cesar Bernat, Robert, Granda, Cucullera, Bellmunt, Solà i Ferrando. Amb prou feines hi havia altres joves que sabessin patinar a la ciutat. El E. y D. Villanueva va desaparèixer el 1944 però amb el cap alt, classificat en tercer lloc.
Malgrat tot, el club tornaria a competir i a un bon nivell. Les fites de la història de l'equip són tres copes d'Espanya (1964, 1968 i 1977), un subcampionat europeu (1977) i la copa de la CERS del 2007.

## Campió de la Copa CERS 2007
Al tercer intent (després de les finals perdudes del 1977 i del 2006), el Patí Vilanova va aconseguir l'any 2007 ser campió europeu en guanyar la Copa de la CERS en la final contra l'equip portuguès del Candelária CS. El partit de tornada, en terreny vilanoví, no es va disputar al pavelló de la plaça de les Casernes, sinó al pavelló més gran de la ciutat, el Poliesportiu del Garraf, per donar cabuda als més de 3.500 aficionats del Patí que van voler presenciar l'encontre.

## Títol femení
L'any 2009 l'equip femení del Vilanova va guanyar la Copa de la Reina, superant el CP Alcorcón per 10 a 1.
El 2018 torna a guanyar la Copa de la Reina, en imposar-se a la final al Gijón Hockey Club per 2 gols a 1.

## Rivalitats
En ser un dels equips d'hoquei amb més afició sempre ha tingut rivalitats especials. En els últims anys s'ha consolidat la rivalitat amb el CE Noia, equip de Sant Sadurní d'Anoia, ja que tots dos equips fa uns anys estan al mateix nivell i són propers geogràficament. Més difícil, però també gran ha sigut la rivalitat amb el CP Vilafranca, amb el que la temporada 2007-08 es va derrotar a manca de set segons en un partit d'ambient impressionant (4-3). La temporada 2008-09 porta per primera vegada dos partits contra el CP Sitges que donada la gran rivalitat entre les dues poblacions van ser apassionants, 0-1 a Sitges i 4-1 golejava el Vilanova a la seva pista.

## Afició
El sentiment verdiblanc, prou conegut en el món de l'hoquei internacional, s'agrupa en diversos grups d'animadors: L'Eskala, Els nois de l'Escala (la penya més antiga), Orgull Bordegàs, els Partisans de les Casernes i la Grada Jove.
Com a himne, han adoptat El Turuta, una marxa militar emblemàtica del carnaval de la ciutat.

## Jugadors destacats
- Josep Barguñó i Junyent[8]
- Jordi Bartrès i Calsapeu[8]
- Enric Carbonell i Bosch[8]
- Josep Manel Edo i Bellido[8]
- Manel Edo i Prujà[8]
- Joan Marc Escofet i Solé[8]
- Joan Josep Ferrer i Puig[8]
- Pere Font i Font[8]
- Santiago Julivert i Sanromà[8]
- Ramon Maria Pons i Vidal[8]
- Carles Trullols i Clemente[8]
- Joan Vila i Berga[8]

## Palmarès
Categoria masculina
- Copes espanyoles / Copes del Rei:
  - 1964, 1968, 1976
  - Subcampió de la Copa del Rei: 2009-10
- Copa de la CERS:
  - 2006-07
- Campionat de Catalunya: 
  - 1963-64, 1965-66
  - Subcampió del Campionat de Catalunya: 1966-67
- Campió de la Copa Generalitat: 1996-97
- Subcampió de Lliga Nacional/Div. Honor: 1965-66; 1967-68 i 1975-76
- Campió de Primera Div. Nacional: 1972-73 i 1981-82
- Campió del Torneig San Juan (Argentina): 1964
- Campió del Torneig Sintra (Portugal): 1967
- Campió del Torneig Monza (Itàlia): 1967
- Subcampió de la Copa d'Europa: 1976-77
- Subcampió de la Copa de la CERS: 2005-06 i 2010-11[10]

Categoria femenina
- 2 Copes espanyoles d'hoquei sobre patins femenina: 2009 i 2018

## Temporades

### 2008-2009
- Copa d'Europa: Eliminat a la fase regular quedant tercer del grup D.
- OK Lliga / Lliga espanyola: Onzè (fora dels play-off).

### 2007-2008
La temporada 2007-2008 del Club Patí Vilanova destaca per la disputa de la Copa Continental contra el FC Barcelona, com a campió de la Copa de la CERS la temporada anterior. El partit es va jugar a Dinan (Bretanya) i es va acabar proclamant campió el FC Barcelona. El mal inici de temporada va tenir com a conseqüència la destitució d'Alberto Mazón, que va ser substituït per Josep Lluís del Riu. A la Copa d'Europa van quedar tercers del grup A i no es van classificar per la final a 4. A l'OK Lliga van quedar desens i no van jugar els play-offs.